# Рак (созвездие)
Рак (лат. Cancer) — самое неприметное зодиакальное созвездие, которое можно увидеть лишь в ясную ночь между созвездиями Льва и Близнецов. Самая яркая звезда (β Рака) имеет видимую звёздную величину 3,53m.

## Некоторые звёзды
Арабское имя α Рака — Акубенс, что значит «клешня»; это визуально-двойная звезда с блеском 4,3m. Звезда ζ Рака — одна из интереснейших кратных звёзд: две её звезды образуют систему с периодом обращения 59,6 года, а третий компонент обращается вокруг этой пары с периодом около 1150 лет.

## Скопления
В Раке находятся два очень известных рассеянных звёздных скопления. Одно из них — Ясли (М44, лат. Praesepe), которое иногда называют «Улей». Оно различимо глазом как туманное пятнышко чуть к западу от линии, соединяющей звёзды γ и δ Рака, называемые «Ослята». В нём наблюдается около 350 звёзд в диапазоне блеска от 6,3 до 14 звёздной величины, причём около 200 из них являются членами скопления. Это одно из ближайших к нам звёздных скоплений: расстояние до него 525 световых лет, поэтому его видимый размер весьма велик — 1,5°.
Скопление М 67, расположенное на 1,8° к западу от α Рака, удалено на 2500 световых лет от нас и содержит около 500 звёзд от 10 до 16 звёздной величины. Это одно из самых старых рассеянных скоплений, его возраст около 4 млрд лет. Лишь несколько рассеянных скоплений могут быть ещё старше; среди них NGC 188 в Цефее. Хотя большинство рассеянных скоплений движутся в плоскости Млечного Пути, M 67 значительно удалено от неё.
Два менее известных рассеянных скопления: NGC 2664 и NGC 2678.

## Астеризм «Ослята и Ясли»
Астеризм Ослята и Ясли состоит из двух слабых звёзд γ и δ Рака («Ослята») и туманности Ясли (M44).

## Наблюдение
Как правило, Солнце входит в созвездие 21 июля и находится в нём до 9 августа. Наилучшие условия для наблюдений в январе—феврале. Созвездие видно на всей территории России.

## История
2 тысячи лет назад, когда складывалась астрономическая терминология, точка летнего солнцестояния находилась в созвездии Рака (см. Предварение равноденствий), вследствие чего Северный тропик Земли до сих пор называется тропиком Рака, хотя в наши дни точка летнего солнцестояния находится в созвездии Тельца.
В древнегреческой мифологии Рак отождествляется с раком из второго подвига Геракла. Согласно мифу, во время борьбы с Лернейской гидрой все звери были на стороне Геракла, и лишь рак осмелился выпрыгнуть из болота и укусить Геракла за ногу, за что был тут же раздавлен ногой. Богиня Гера, ненавидевшая Геракла, в благодарность превратила рака в созвездие.
Считали, что звезды γ и δ Рака, называемые «Ослята», и туманность Ясли поместил на небо Дионис, чьими священными животными были ослы.
Греки считали, что название предложено Евктемоном. Созвездие включено в каталог звёздного неба Клавдия Птолемея «Альмагест».